# Persgärde
Persgärde este o arie protejată (arie specială de conservare — SAC, sit de importanță comunitară — SCI) din Suedia întinsă pe o suprafață de 59,5 ha, integral pe uscat.

## Localizare
Centrul sitului Persgärde este situat la coordonatele 56°15′55″N 14°58′20″E / 56.2653°N 14.9723°E.

## Înființare
Situl Persgärde a fost declarat sit de importanță comunitară în ianuarie 1997 pentru a proteja un număr necunoscut de specii din flora spontană și fauna sălbatică aflate în arealul zonei. Situl a fost protejat și ca arie specială de conservare în martie 2011.

## Biodiversitate
Situată în ecoregiunile boreală și continentală, aria protejată conține 7 habitate naturale: Păduri de stejar sau de stejar și carpen sub-atlantice și medio-europene de Carpinion betuli, Păduri acidofile de stejar bătrân cu Quercus robur pe câmpii nisipoase, Păduri caducifoliate de mlaștină fino-scandinave, Pajiști cu Molinia pe soluri calcaroase, turboase sau argilos-nămoloase (Molinion caeruleae), Pajiști fino-scandinave uscate până la mezice, bogate în specii de altitudine mică, Păduri de fag Luzulo-Fagetum, Mlaștini împădurite.
La baza desemnării sitului se află un număr nedeclarat de specii protejate.